# Camponotus florius
Camponotus florius é uma espécie de inseto do gênero Camponotus, pertencente à família Formicidae.